# Vigor de Bayeux
San Vigor (en francés, Vigor o Vigeur) (f. 537) fue un obispo francés y misionero cristiano. Es venerado como santo por la Iglesia católica. 

## Biografía
Nacido en Artois, estudió en Arras bajo el tutelaje de San Vedasto. En contra de la opinión de su padre, se convirtió en sacerdote y escapó de casa. Fue un eremita en Ravières y trabajó como misionero. En 513, fue nombrado obispo de Bayeux.
Fue un gran luchador contra el paganismo, fundando un monasterio después conocido como Saint-Vigor-le-Grand.  En el mismo Bayeux, destruyó un templo pagano y construyó una iglesia sobre los cimientos.

## Veneración
Vigor es venerado en Normandía y existen muchas iglesias dedicadas a él. Después de la conquista normanda , su culto se estableció en las islas británicas, en Fulbourn, Cambridgeshire y Stratton-on-the-Fosse, Somerset.  Su festividad se celebra el día de Todos los santos, y a veces se mueve a otras fechas.  San Vigor es mencionado en el escrito vita de San Paterno.

## Galería

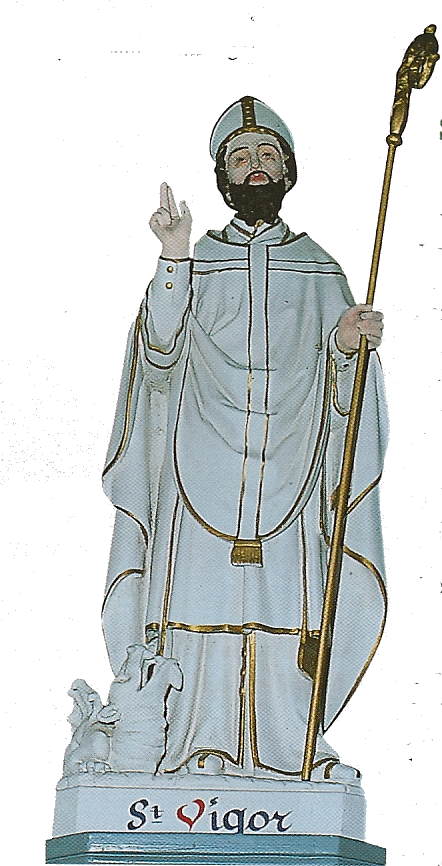
Estatua de San Vigor
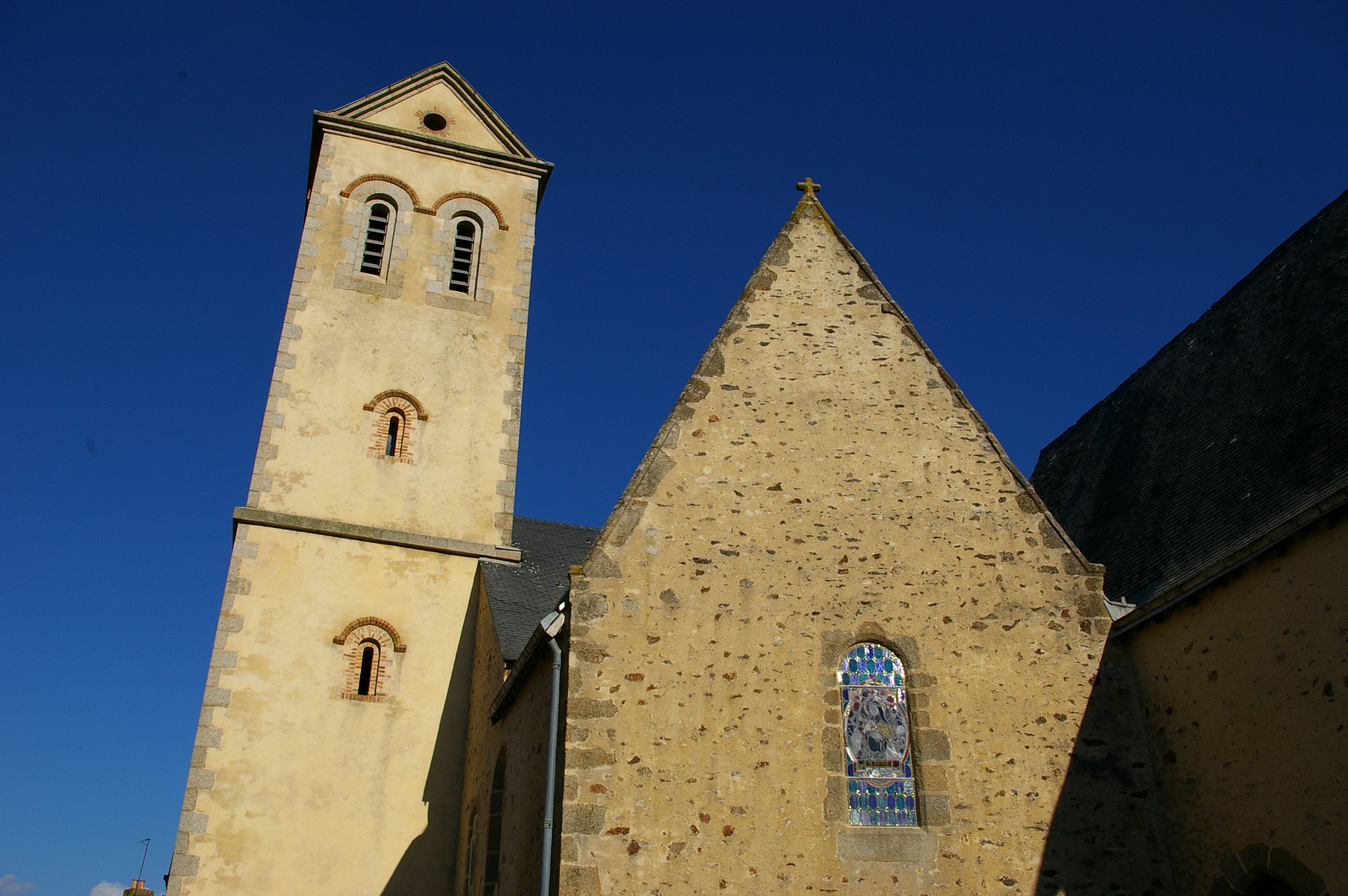
Église St Vigor Neau.
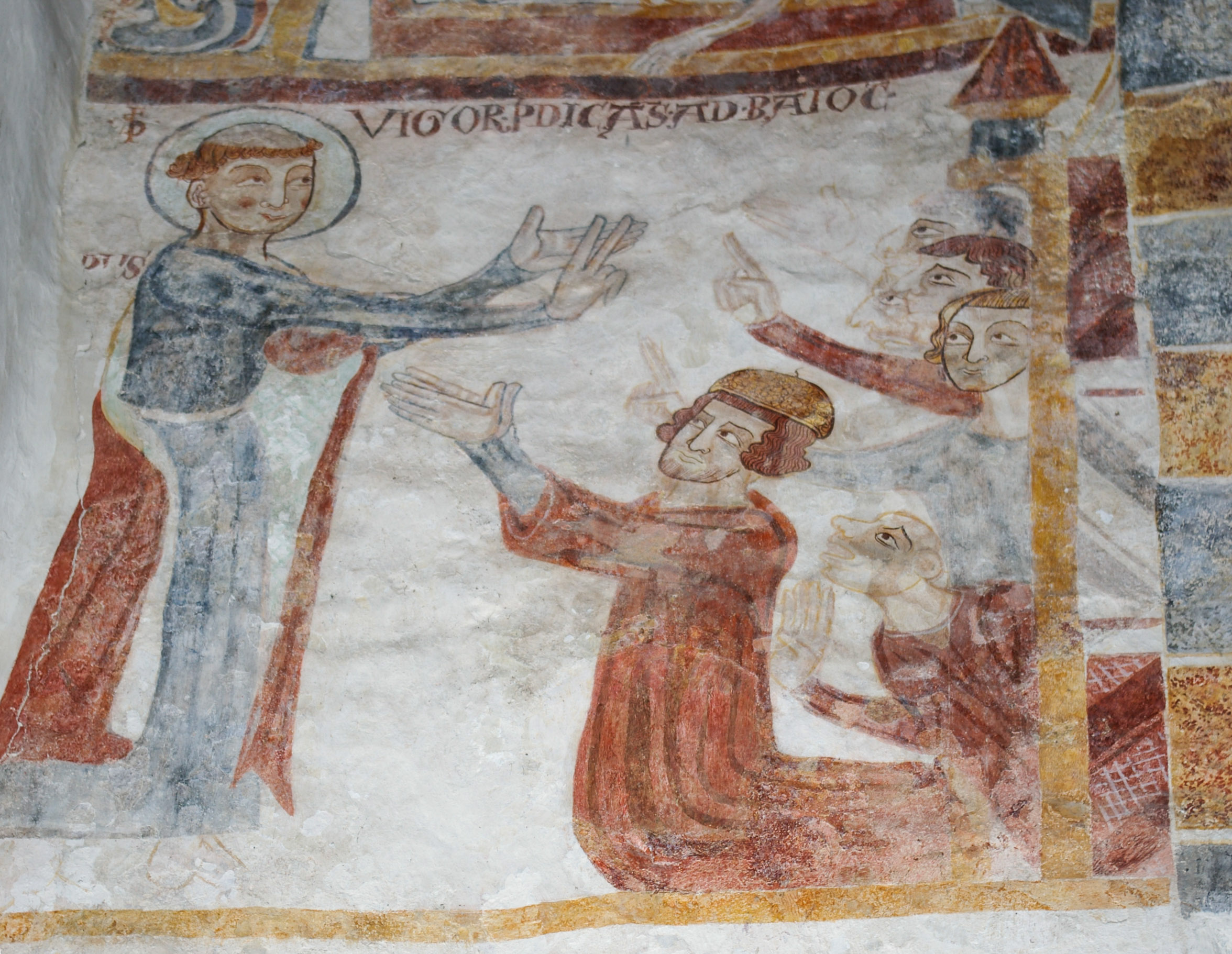
Fresco en la Iglesia de San Vigor de Neau.
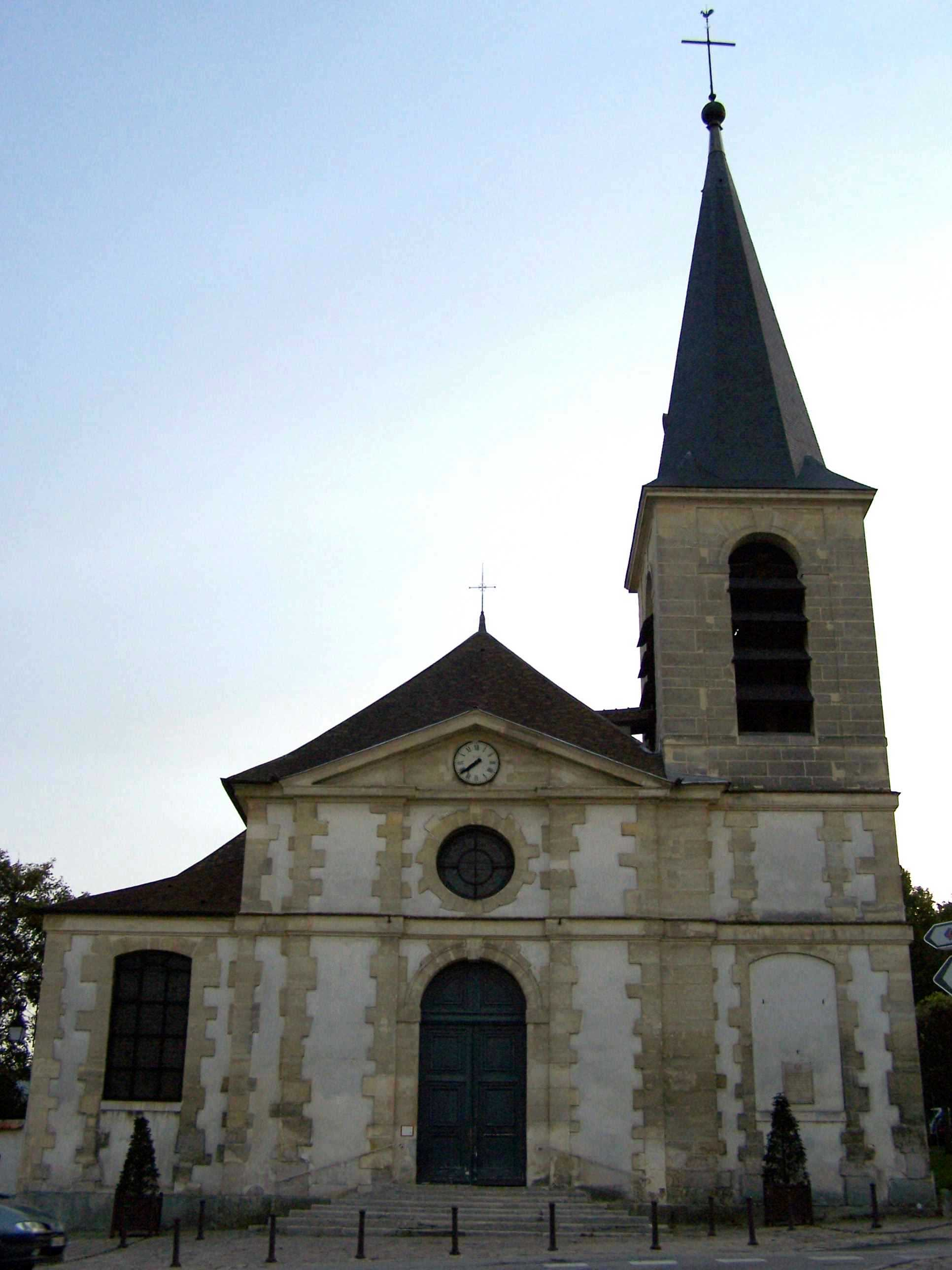
Église Saint-Vigor en Marly-le-Roi